# Kościół Ewangelicko-Luterański Bawarii

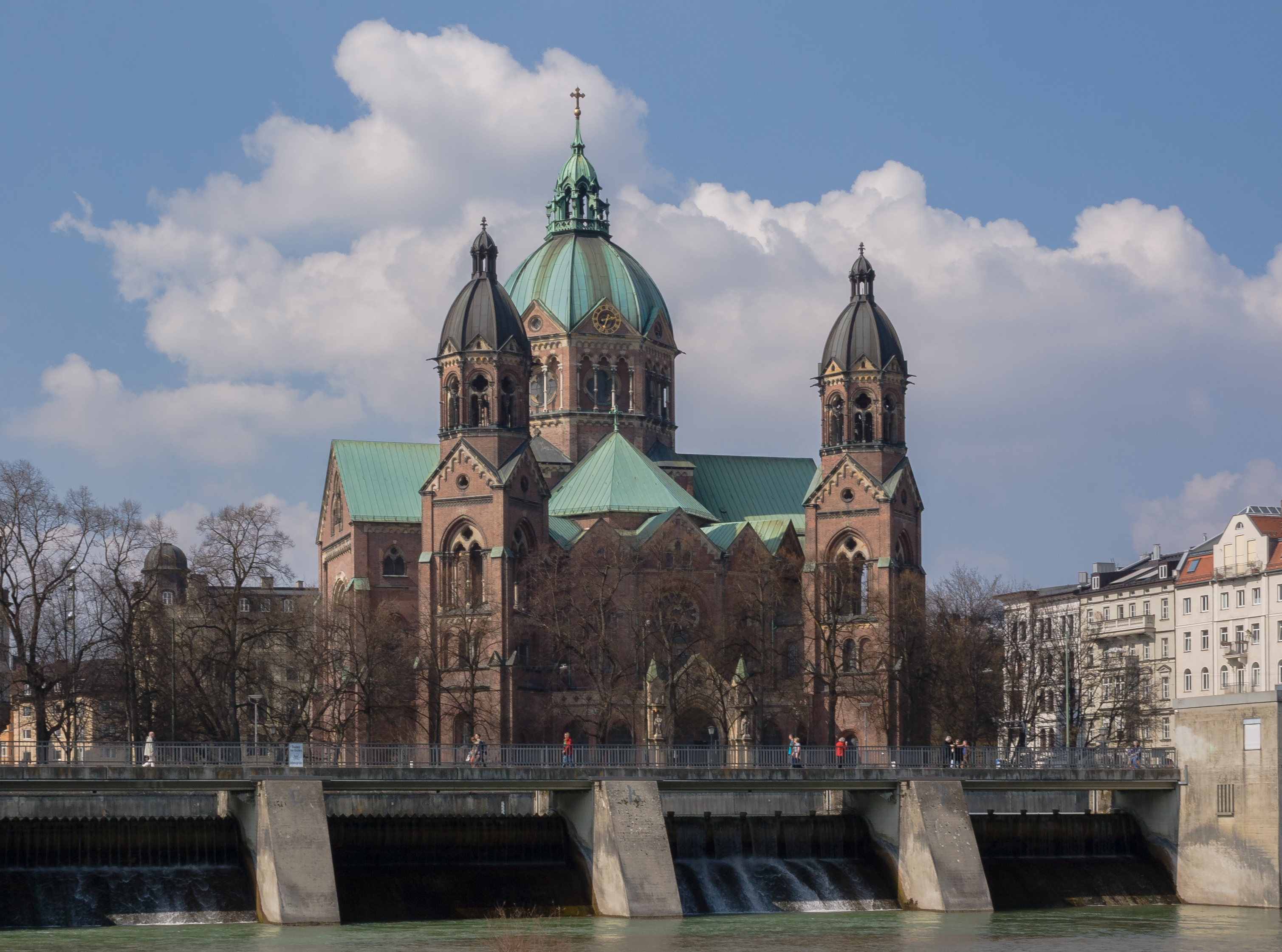
Kościół św. Łukasza w Monachium

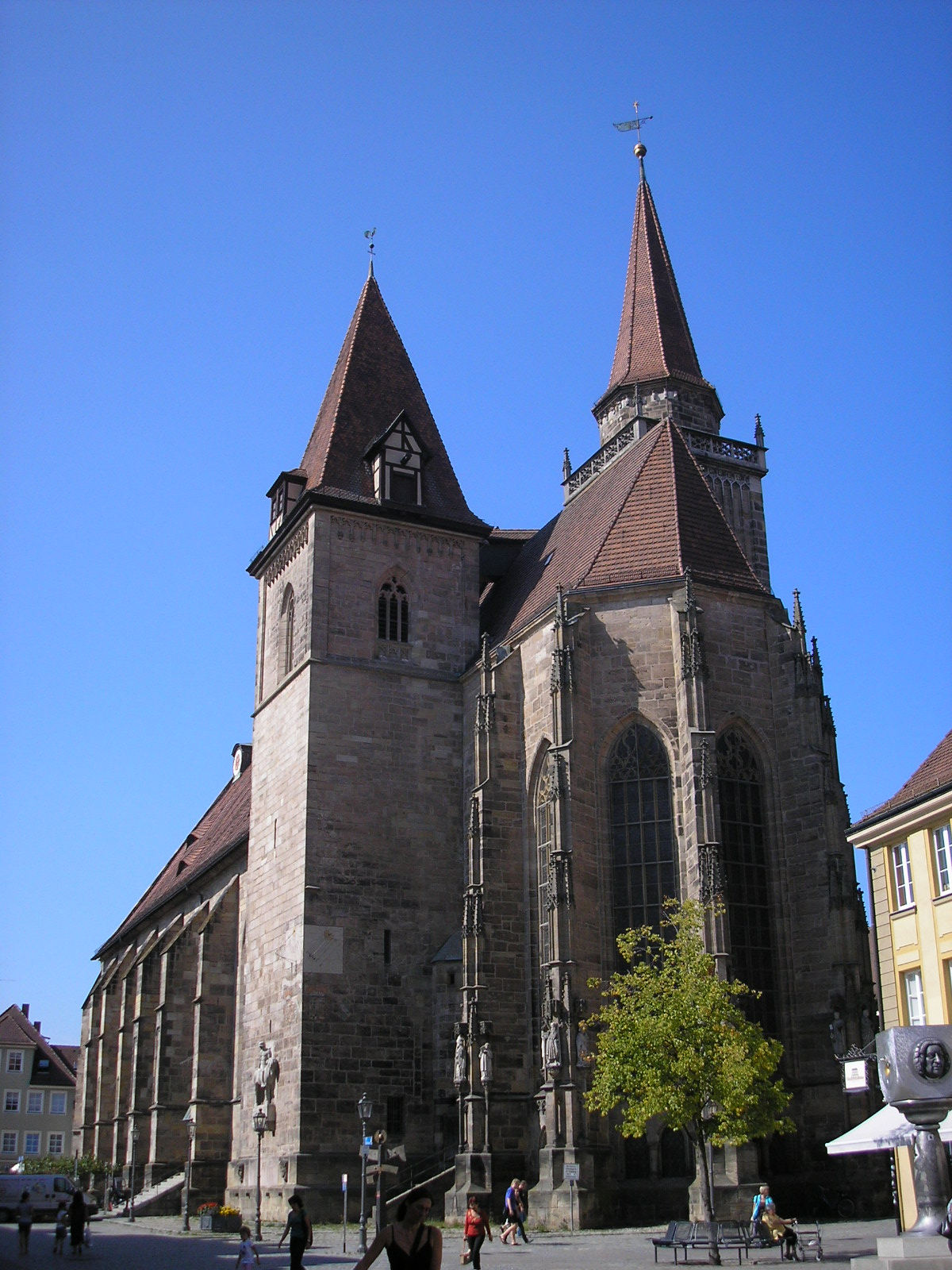
Kościół św. Jana w Ansbach

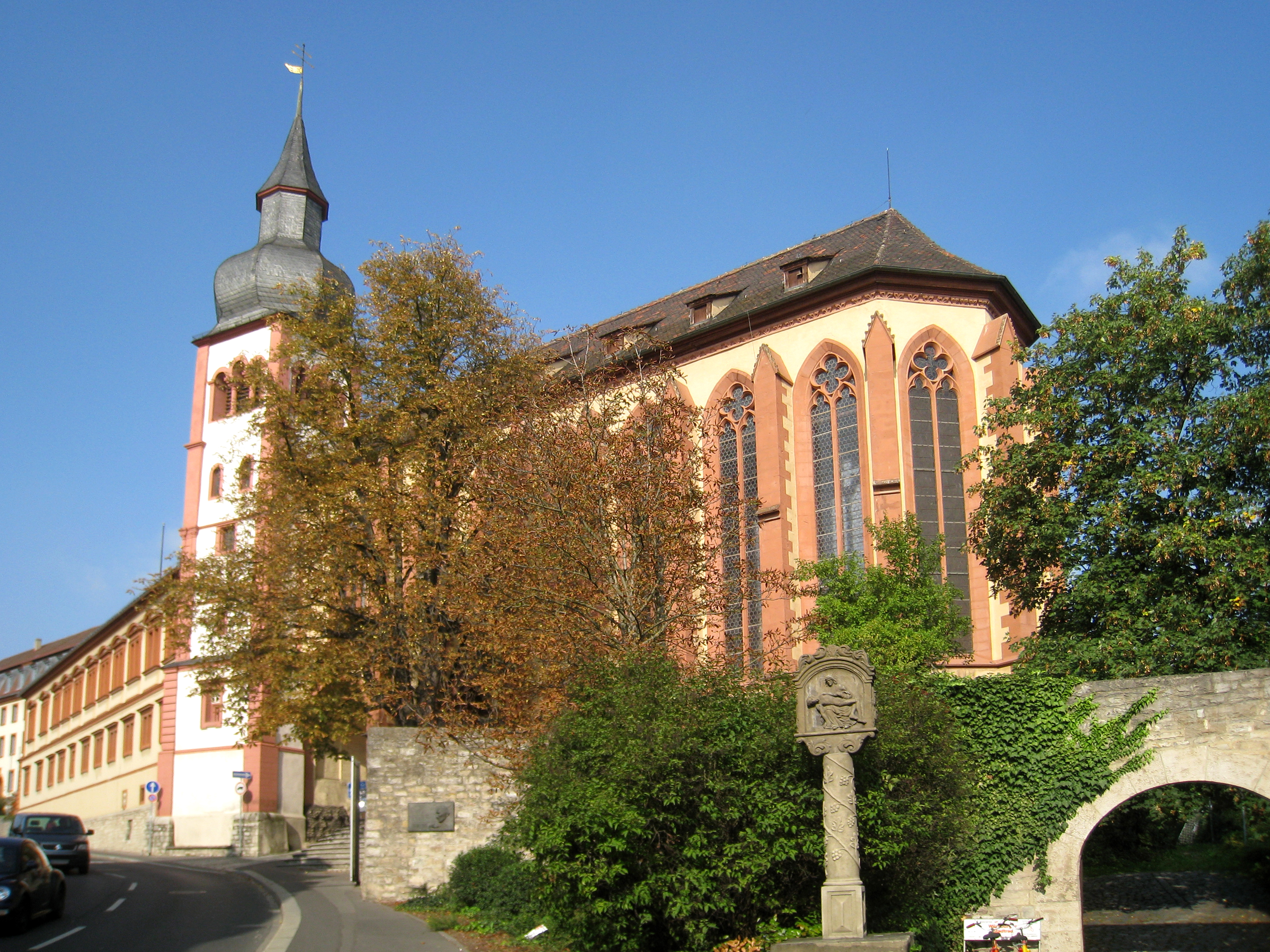
Deutschhauskirche w Würzburgu

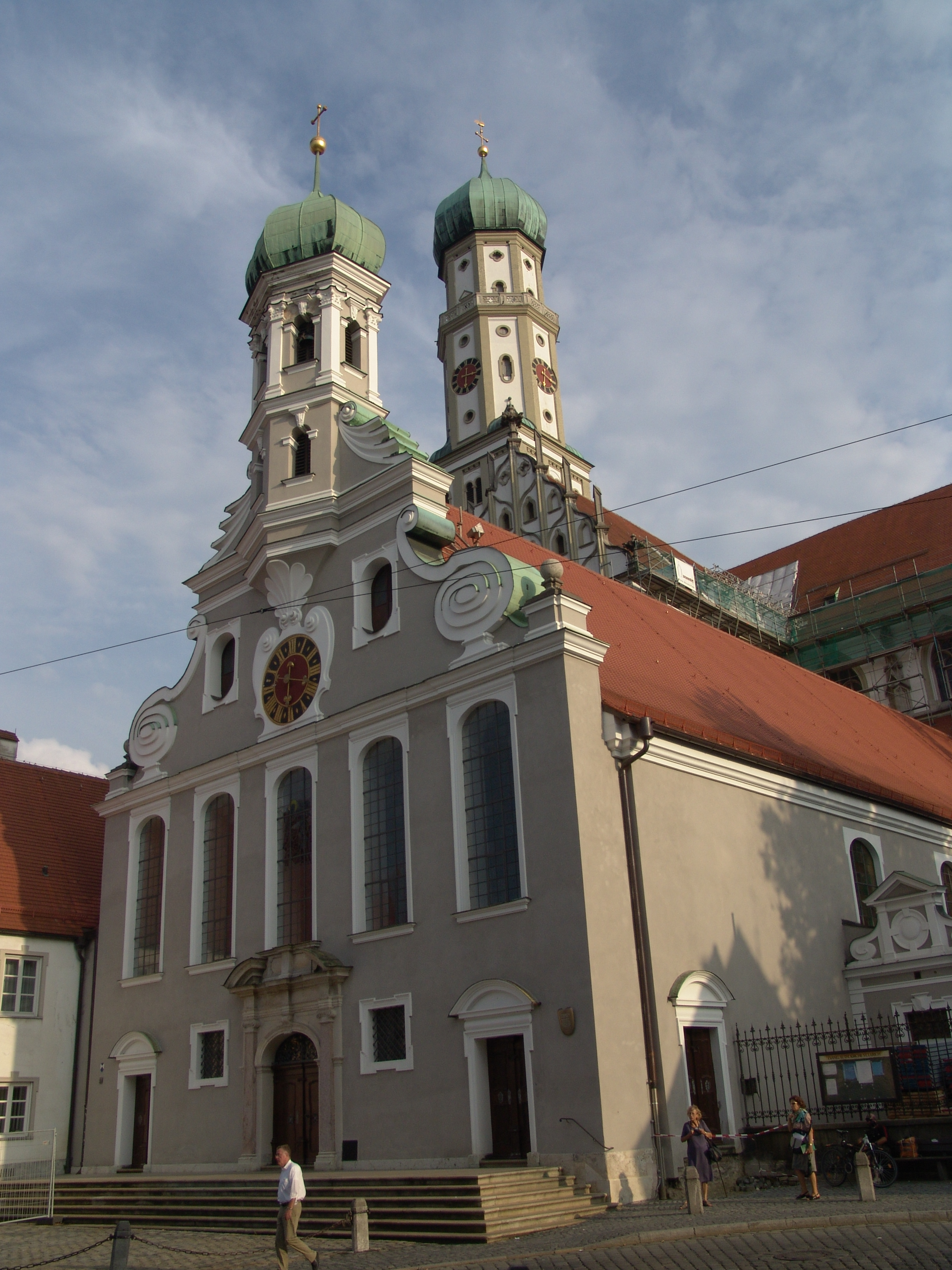
Kościół św. Ulryka w Augsburgu

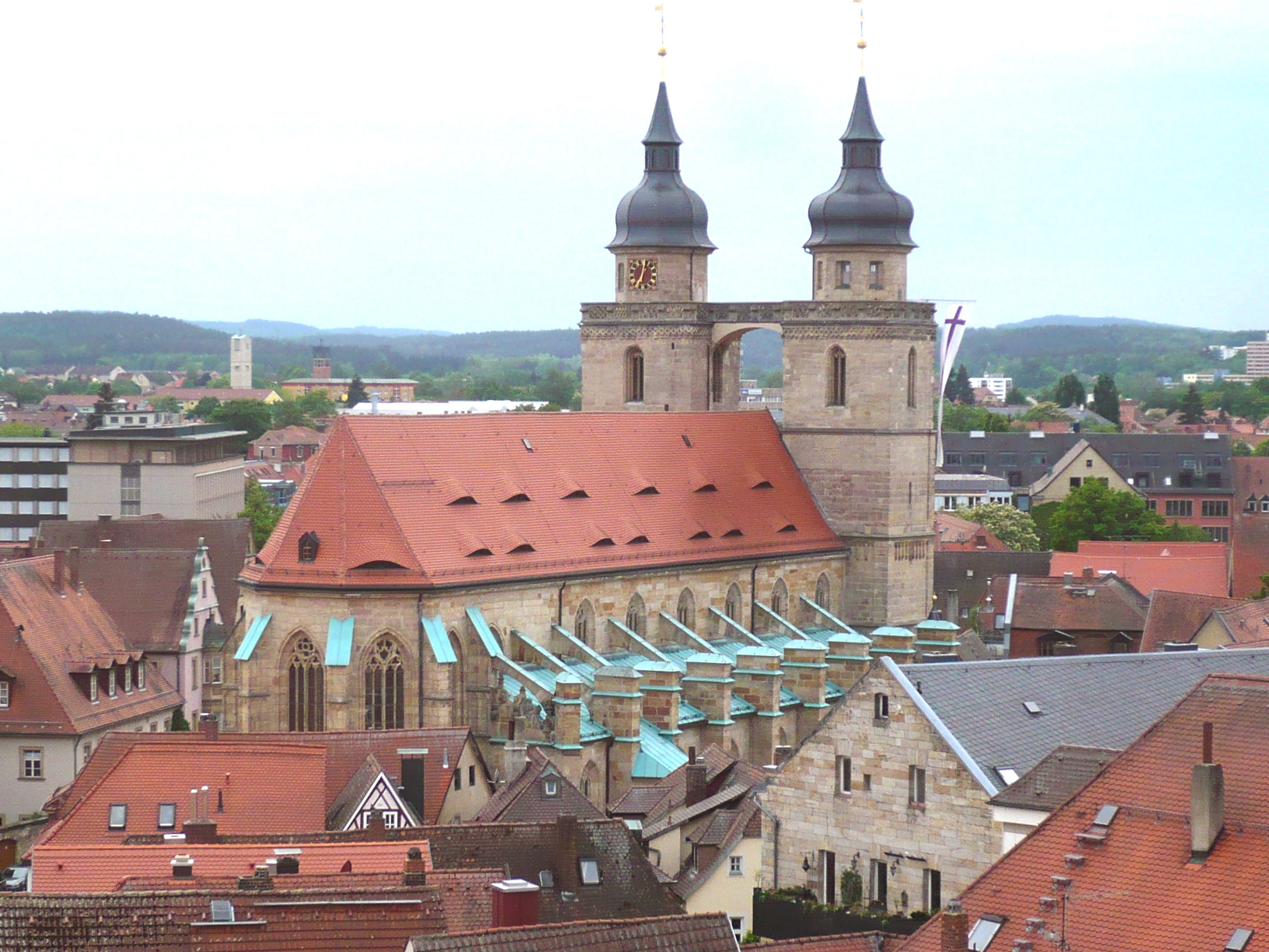
Kościół Miejski w Bayreuth

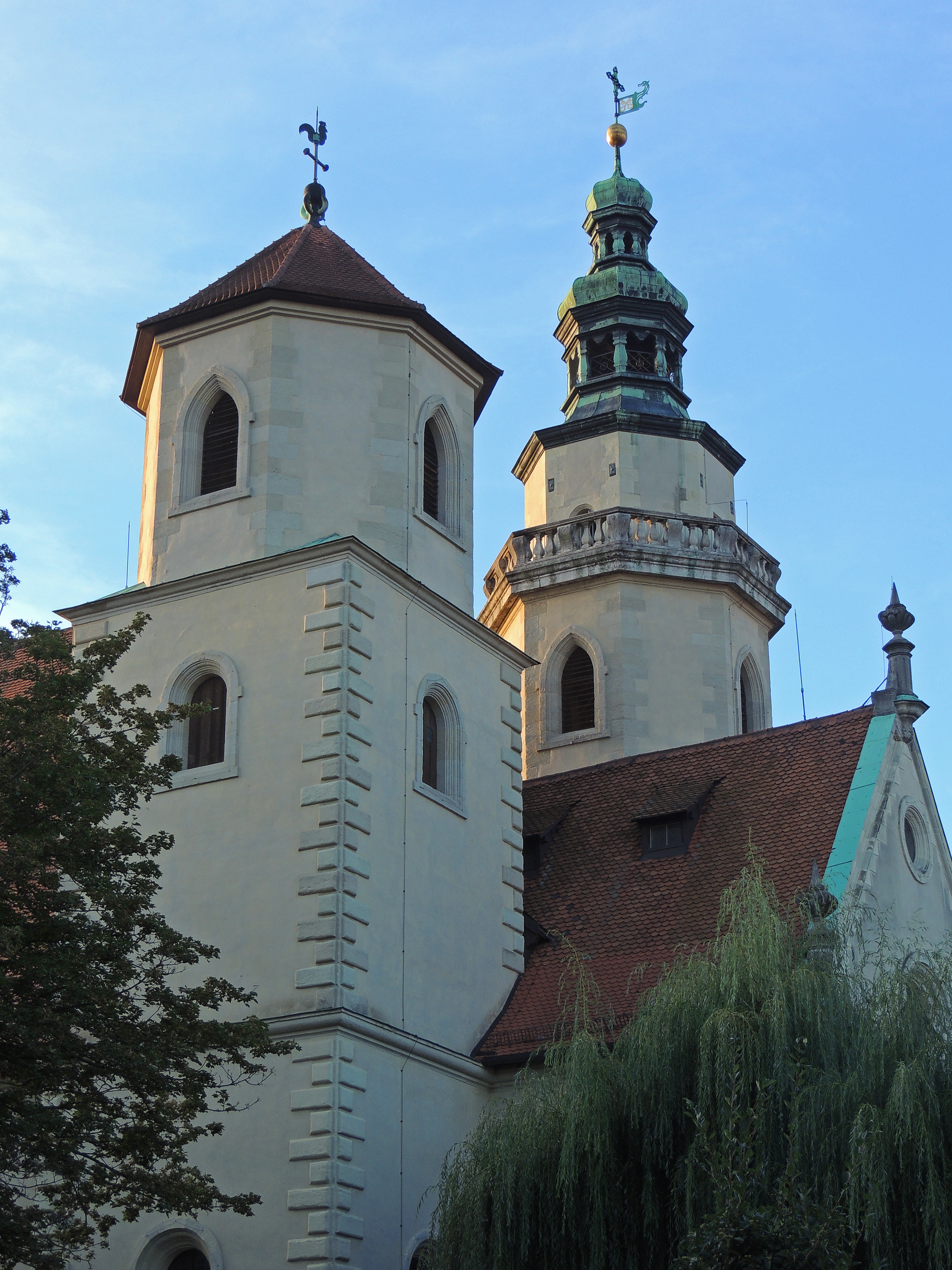
Kościół Świętej Trójcy w Ratyzbonie

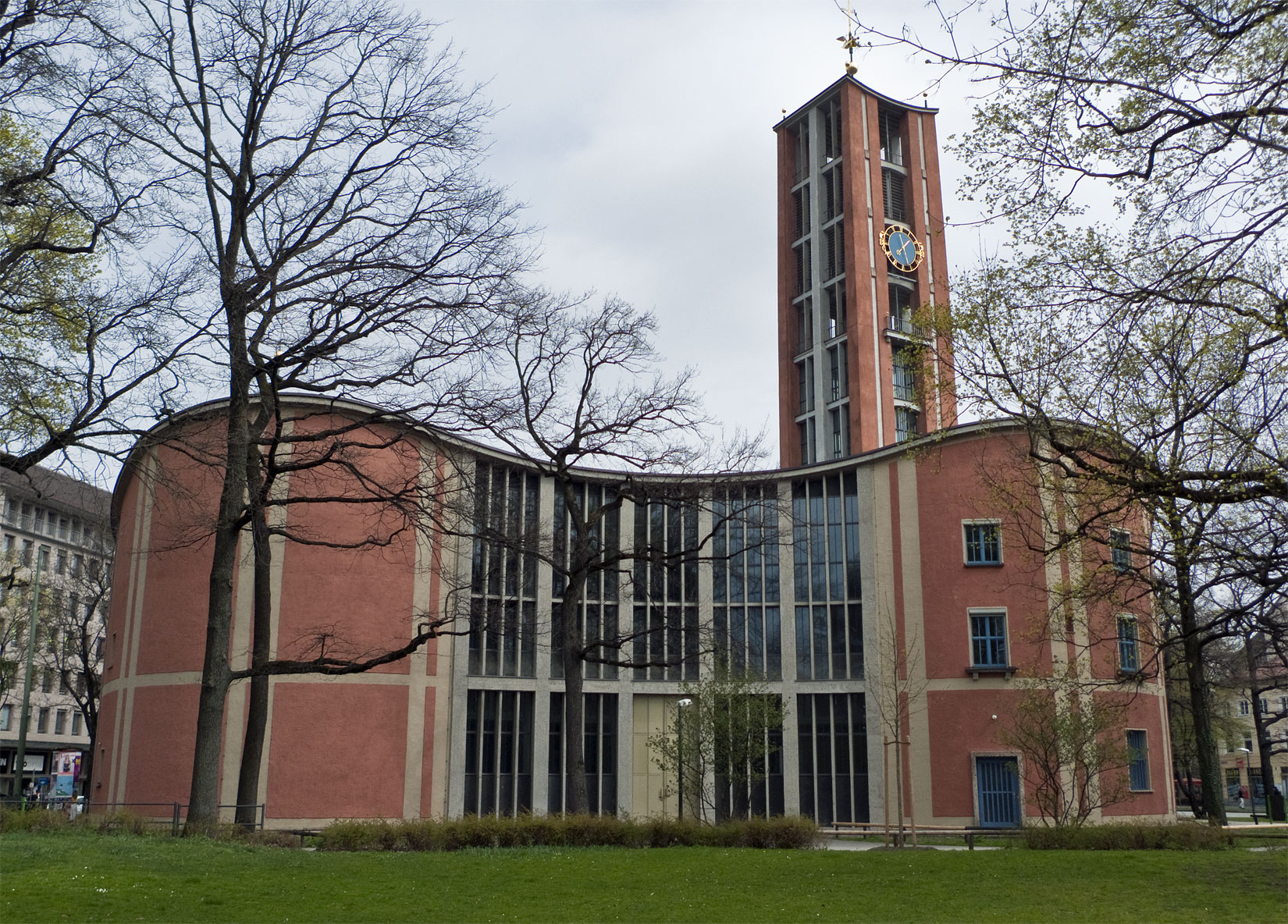
Kościół św. Mateusza w Monachium

Kościół Ewangelicko-Luterański Bawarii (niem. Evangelisch-Lutherische Kirche in Bayern) – jeden z 20 kościołów tworzących Kościół Ewangelicki w Niemczech z siedzibą w Monachium. W 2019 posiadał 2 298 509 wiernych zrzeszonych w 1536 parafiach.

## Historia

### Odrodzenie luteranizmu w Bawarii
Pierwsze nabożeństwo ewangelickie od czasów reformacji na terenie dotychczas wyłącznie katolickiej Bawarii miało miejsce w 1799 w pałacu Nymphenburg. Nie było ono publicznie dostępne, udział w nim wzięło 150 wiernych.
Od Niedzieli Palmowej 1800 ewangelickie posługi religijne przeniesione zostały do kościoła Wszystkich Świętych, położonego w Rezydencji w Monachium, gdzie odbywały się regularnie i uczestniczyć w nich mogli wszyscy chętni, niezależnie od wyznania. Maksymilian IV Józef, władca Palatynatu i Bawarii, wydał 10 listopada 1800 w Ambergu zarządzenie zezwalające na pobyt na tych terenach niekatolikom.
10 stycznia 1803 został ogłoszony Edykt o wolności religijnej we Frankonii i Szwabii (tzw. Prawo Religijne), który gwarantował równouprawnienie Kościołów rzymskokatolickiego, luterańskiego i reformowanego. Umożliwiło to powstawanie legalnie działających zborów ewangelickich na terenie Bawarii.

### Okres Królestwa Bawarii
Po powstaniu Królestwa Bawarii, 8 września 1808 król wydał Edykt organiczny. Na jej mocy na w królestwie utworzono Generalny Zbór Protestancki, który powstał z działających już na tym terenie niezależnych kościołów regionalnych. Dziesięć lat później w kraju przyjęta została konstytucja, która potwierdziła całkowitą równość trzech wyznań. Stosunki pomiędzy nimi a państwem uregulował Edykt religijny z 24 marca 1809. Jako załącznik do konstytucji w 1817 podpisany został Edykt protestancki oraz Konkordat, które regulowały sprawy wewnętrzne tego wyznania. Luteranie i kalwini byli zjednoczeni we wspólnym kościele o nazwie Generalny Zbór Protestancki w Królestwie Bawarii (niem. Protestantischen Gesamtgemeinde im Königreich Bayern), którego najwyższą władzą pozostawał Konsystorz (niem. Oberkonsistorium), podlegający Ministerstwu Spraw Wewnętrznych, obsadzonemu protestanckimi prawnikami i teologami.
Miasta Ansbach i Bayreuth były siedzibami dwóch okręgów konsystorskich, na które kościół podzielono w 1817. Każdy z nich posiadał własny Konsystorz. W tych dwóch miejscach w 1823 zorganizowane zostały pierwsze Synody tych okręgów, na których obecni byli delegaci świeccy, choć tylko w stosunku 1:6 do duchownych. Rok później król zezwolił protestanckiej wspólnocie religijnej na oficjalne używanie słowa Kościół w swojej nazwie. 1 lipca 1834 opublikowany został Edykt zborowy, który nadawał prawo zarządzania majątkiem kościelnym (w szczególności kościołami i budynkami parafialnymi) parafiom, wcześniej pozostawało ono w gestii władz samorządowych. W 1843 założono Protestanckie Towarzystwo Misyjne, przemianowane od 1853 na Stowarzyszenie Misyjne Kościoła Ewangelicko-Luterańskiego.
W 1844 wydany został pierwszy bawarski porządek liturgiczny jako Agenda dla wspólnot chrześcijańskich wyznania luterańskiego (niem. Agende für christliche Gemeinden des lutherischen Bekenntnisses). W 1849 spotkał się po raz pierwszy Zjednoczony Generalny Synod Bawarii w Ansbach. Połowa obradujących składała się z duchownych, druga połowa z członków świeckich i została uznana za konstytucyjną władzę kościoła protestanckiego w Bawarii po prawej stronie Renu, synody regionalne ostatecznie oficjalnie połączono w 1881. W 1850 na mocy decyzji Synodu powołane zostały rady parafialne.
Dzięki pracy Wilhelma Löhe w 1854 w Neuendettelsau powstał pierwszy bawarski diakonat, a jednym z jego trzech dyrektorów została Amalie Rehm, która w 1858 została pierwszą w historii przełożoną sióstr. Od 1886 działalność rozpoczęło Krajowe Stowarzyszenie Misji Wewnętrznej, będące odpowiedzią na problemy społeczne XIX wieku. Również w 1886 została założona pierwsza stacja misyjna w kolonii Nowa Gwinea Niemiecka, a pierwszym misjonarzem z diakonatu Neuendettelsau był Johann Flierl. Przebywał on na wyspie do 1930 i doprowadził do powstania tam kolejnych 17 stacji misyjnych.
W 1910 roku Friedrich Rittelmeyer i Christian Geyer wywołali tzw. spór kościelny w Norymberdze. Impulsem do niego został list duszpasterski Hermanna Bezzela, przewodniczącego Konsystorza bawarskiego w Monachium. Bezzel pisał w nim, że nowoczesny sposób myślenia zagraża stabilności kościoła i prowadzi do zburzenia wiary w Boga. Rittelmeyer i Geyer zrozumieli pismo jako atak głoszoną przez nich teologię chrzęscijańswa liberalnego. Wystosowana przez nich odpowiedź do Bezzela, w której opowiedzieli się przeciwko jego tezom. Nadburmistrz Bayreuth Leopold Casselmann upomniał Bezzela i poprosił, aby powstrzymał się od tego typu oświadczeń w przyszłości.
Na mocy wydanego w 1911 nowego porządku kościelnego, poszczególne parafie uzyskały osobowość prawną.

### I wojna światowa i Republika Weimarska
Podczas I wojny światowej Misja Wewnętrzna zaangażowana była w pomoc poszkodowanym z powodu działań wojennych, szczególną opieką otoczono rannych żołnierzy. 
Po rewolucji listopadowej, obaleniu króla i powstaniu Bawarskiej Republiki Rad dokonano rozdziału kościoła od państwa. Bawaria weszła następnie w skład Republika Weimarskiej. W czasie istnienia republiki bawarski kościół ewangelicki rozszerzył swoją działalność, zostały również powołane nowe instytucje, takie jak Norymberskie Seminarium Duchowne dla kształcenia wikariuszy powstałe w 1922, czy Archiwum Kościoła Krajowego w Norymberdze otwarte w 1930. 
Efektem rozdziału kościoła od państwa było przyjęcie 10 września 1920 pierwszej w historii kościoła Konstytucji, która weszła w życie 1 stycznia 1921. Na jej mocy oficjalną nazwą kościoła stał się Kościół Ewangelicko-Luterański Bawarii. Prezydentem kościoła został Friedrich Veit. W 1923 miały miejsce pierwsze egzaminy kościelne na uniwersytetach. Nie prowadzono ordynacji kobiet na duchownych, w związku z czym absolwentki uniwersyteckiej teologii pracowały jako nauczycielki religii w szkołach.
Dzięki prezydentowi kościoła w 1924 została podpisana pierwsza umowa regulująca stosunki z nowym państwem. Decyzje o obsadzaniu kościelnych stanowisk pozostawiono w wyłącznej gestii kościoła, przestały o nich decydować władze państwowe.

### Kościół Bawarii w III Rzeszy
Po dojściu do władzy narodowych socjalistów Friedrich Veit został wezwany z dniem 11 kwietnia 1933 do rezygnacji ze stanowiska prezydenta kościoła, pozostając jedynym jego przewodniczącym posiadającym tytuł prezydenta, gdyż wszyscy jego następcy otrzymywali miano biskupa krajowego. 4 maja 1933 Synod wybrał Hansa Meisera na nowego biskupa Bawarii. Podczas uroczystości inauguracyjnych 11 czerwca 1933 obecnych było wielu przedstawicieli państwowych i członków NSDAP. Biskup Meiser postanowił jednak o uniemożliwieniu wpływu nazistów na sprawy kościoła, co poskutkowało próbami usunięcia go ze stanowiska, jednak bezskutecznymi.
W odpowiedzi na sytuację w państwie i kościele w 1934 powołany został Kościół Wyznający. Podczas Synodu Kościoła Wyznającego w Augsburgu w 1935 wybrane zostało jego tymczasowe kierownictwo. Działalność Kościoła Wyznającego przyczyniła się do ostatecznej klęski nazistowskiego ugrupowania Niemieccy Chrześcijanie.
Biskup Meiser w wyniku swojego oporu wobec polityki nazistowskiej został ostatecznie jesienią 1934 umieszczony w areszcie domowym, a Kościół Ewangelicko-Luterański Bawarii tymczasowo włączono w struktury Ewangelickiego Kościoła Unii Staropruskiej. W wyniku masowych protestów społeczeństwa, biskup został przywrócony na stanowisko.
We wrześniu 1935 r. teolożka Liesel Bruckner założyła w Norymberdze Bawarską Konwencję Teologiczną, stojąc na jej czele 1970 roku. Instytucja miała zrzeszać bawarskie teolożki i wzmocnić poczucie jedności wśród kobiet w kościele. W odpowiedzi na to Rada Kościelna odmówiła kobietom prawa przystępowania do egzaminów kościelnych. Kobiety proponowały uczestnictwo w egzaminie za złożeniem pisemnego oświadczenia, że są świadome, iż nie będą uprawnione do zatrudnienia, jeśli go zdadzą, jednak odmówiono im tego.
W 1943 zostało opublikowane memorandum Osterbotschaft Münchner Laien. Pismo było jednym z najbardziej odważnych świadectw protestantów przeciwko eksterminacji Żydów przez nazistów. Zostało ono przekazane biskupowi Bawarii. Autorzy zarzucili kościołom ignorancki stosunek do zagłady Żydów, uznając to za niedopuszczalne.
W październiku 1944 przyjęto Ustawę o wikariuszkach, która nieznacznie poprawiała pozycję kobiet o wykształceniu teologicznym w kościele. Pozwolono im głosić Słowo Boże podczas nabożeństw dla dzieci oraz prowadzić studium biblijne dla kobiet i dzieci, jak również lekcje religii w szkołach. Nie mogły być jednak ordynowane na duchownych, a ich wynagrodzenie pozostawało niższe niż mężczyzn na tym samym stanowisku. Musiały się również zobowiązać do niewchodzenia w związek małżeński. W praktyce ustawa weszła w życie dopiero latem 1947, kiedy pierwszych dziewięć bawarskich kobiet objęło stanowisko wikariuszek.

### Czasy powojenne
Bezpośrednio po zakończeniu II wojny światowej utworzona została organizacja Evangelische Hilfswerk, która pomagała uchodźcom, budowała nowe mieszkania, wspierała osoby starsze oraz uczniów. Centrala organizacji położona była w Stuttgarcie. Posiadała jednak biura w poszczególnych kościołach regionalnych, w Bawarii połączyła się w 1948 z Misją Wewnętrzną. 
8 lipca 1948 w Eisenach powołano Zjednoczony Kościół Ewangelicko-Luterański (niem. Vereinigte Evangelisch-Lutherische Kirche), który utworzyło osiem kościołów członkowskich, w tym Kościół Ewangelicko-Luterański Bawarii. Biskupem-przewodniczącym nowego związku kościołów został bawarski biskup Hans Meiser. Wspólnota weszła również w skład nowo powstałego Kościoła Ewangelickiego w Niemczech.
Nowym biskupem Kościoła Ewangelicko-Luterańskiego Bawarii został w 1955 Hermann Dietzfelbinger. Odmówił on wprowadzenia ordynacji kobiet, uważając, że byłby to krok w złym kierunku, utrudniający relacje ekumeniczne z innymi kościołami. Od 1958 zezwolono jednak na wybieranie kobiet jako delegatów na Synod. 
20 listopada 1967 norymberscy księża Hermann von Loewenich, Kurt Hofmann i Werner Schanz założyli organizację na rzecz odnowy kościoła ewangelickiego Aktionsgemeinschaft für evangelische Erneuerung, mającą na celu otwarcie kościoła i większą demokratyczność. Organizacja przeciwstawiała się starym porządkom panującym w kościele oraz wspierała walkę kobiet o równe prawa. Później przemianowano ją na Grupę Roboczą Odnowa Ewangelicka (niem. Arbeitskreis evangelische Erneuerung). Faktyczne spotkanie inauguracyjne grupy miało miejsce w marcu 1968, udział w nim wzięło 180 członków. Jej odnogą była grupa Kritische Begleitung der Synode, która podczas posiedzenia Synodu Kościoła w Bayreuth w 1969 demonstrowała na rzecz wprowadzenia ordynacji kobiet oraz rozdawała ulotki na temat demokratyzacji kościoła.
Zgodnie z opublikowanym w 1969 raportem nie widziano przeszkód teologicznych do ordynacji kobiet na duchownych, ale obawiano się w dalszym ciągu wpływu tego kroku na stosunki ekumeniczne. Od 1 stycznia 1972 weszła w życie nowa konstytucja kościelna.
W 1975 urząd biskupa kościoła objął Johannes Hanselmann, uważający siebie za osobę o poglądach centrowych. Próbował pogodzić skrajne opinie na temat aborcji, czy stosunków między krajami zachodnimi a blokiem wschodnim. Miał jednak pozytywne stanowisko w kwestii ordynacji kobiet, która została ostatecznie przyjęta przez synod na jesiennym posiedzeniu w 1975. Kościół Bawarii uczynił to jako jeden z ostatnich związków wyznaniowych wchodzących w skład Kościoła Ewangelickiego w Niemczech. Do końca 1976 ordynowano na duchownych 14 bawarskich kobiet. W 1987 biskup Hanselmann został wybrany przewodniczącym Światowej Federacji Luterańskiej.
Grupa Robocza Odnowa Ewangelicka opublikowała w 1989 program Siedmiu drogowskazów dla kościoła otwartego. Zalecano między innymi, aby Kościół koncentrował się na zaangażowaniu wobec innych, a mniej na sobie. Podkreślano znaczenie braterstwa, które jest ważniejsze niż hierarchia oraz przypominano, że Biblię należy traktować jako największy autorytet, ale nie odczytywać jej dosłownie. Reformację określano jako proces stały, a nie rozdział w historii kościoła, który miał się kiedyś zamknąć.
Do wyboru kolejnego biskupa kościoła doszło w 1994 i został nim Hermann von Loewenich, będący wcześniej jednym z założycieli Odnowy Ewangelickiej. Sprawował urząd do 1999. Jego następcą został Johannes Friedrich, który był proboszczem niemieckojęzycznego zboru ewangelickiego w Jerozolimie. Odegrał on kluczową rolę w procesie przyjęcia luterańsko-katolickiej Wspólnej deklaracji o usprawiedliwieniu, podpisanej 31 października 1999 w kościele św. Anny w Augsburgu. Funkcję biskupa pełnił przez 12 lat.
W 2002 weszła w życie Ustawa o równych szansach w kościele i od tego czasu w głównych instytucjach kościelnych powołani są urzędnicy ds. równości płci.
Od 1 listopada 2011 stanowisko biskupa kościoła sprawuje Heinrich Bedford-Strohm.

## Wiara
Kościół Ewangelicko-Luterański Bawarii uważa się za część ogólnoświatowego kościoła powszechnego Jezusa Chrystusa. Fundamentem jego wiary jest Ewangelia, która pozostaje centrum życia i działania kościoła, zawierając obietnicą zbawienia z łaski. Zadaniem i celem kościoła jest głoszenie dobrej nowiny o zbawieniu w Chrystusie.
Jako kościół luterański, odwołuje się do dziedzictwa Reformacji i pięciu zasad protestantyzmu. Przyjmuje Wyznanie augsburskie, zwraca uwagę na powszechne kapłaństwo wszystkich wierzących.

## Struktura i organizacja

### Statystyki
Na koniec 2019 kościół liczył 2 298 509 wiernych, co czyniło go trzecim co do wielkości w całym Kościele Ewangelickim w Niemczech. 
W 2019 miało miejsce 20 399 chrztów (w tym 19 634 dzieci i 460 dorosłych). 18 272 osób konfirmowano. Odbyło się 4776 ślubów oraz 25 827 pogrzebów. Miało miejsce 2827 konwersji, kościół opuściło 32 387 osób.
Według danych na 2019 kościół liczył ponad 28 000 pracowników, kolejne 76 000 osób zatrudniała bawarska Diakonia. Działało ponad 156 000 wolontariuszy.

### Podział administracyjny

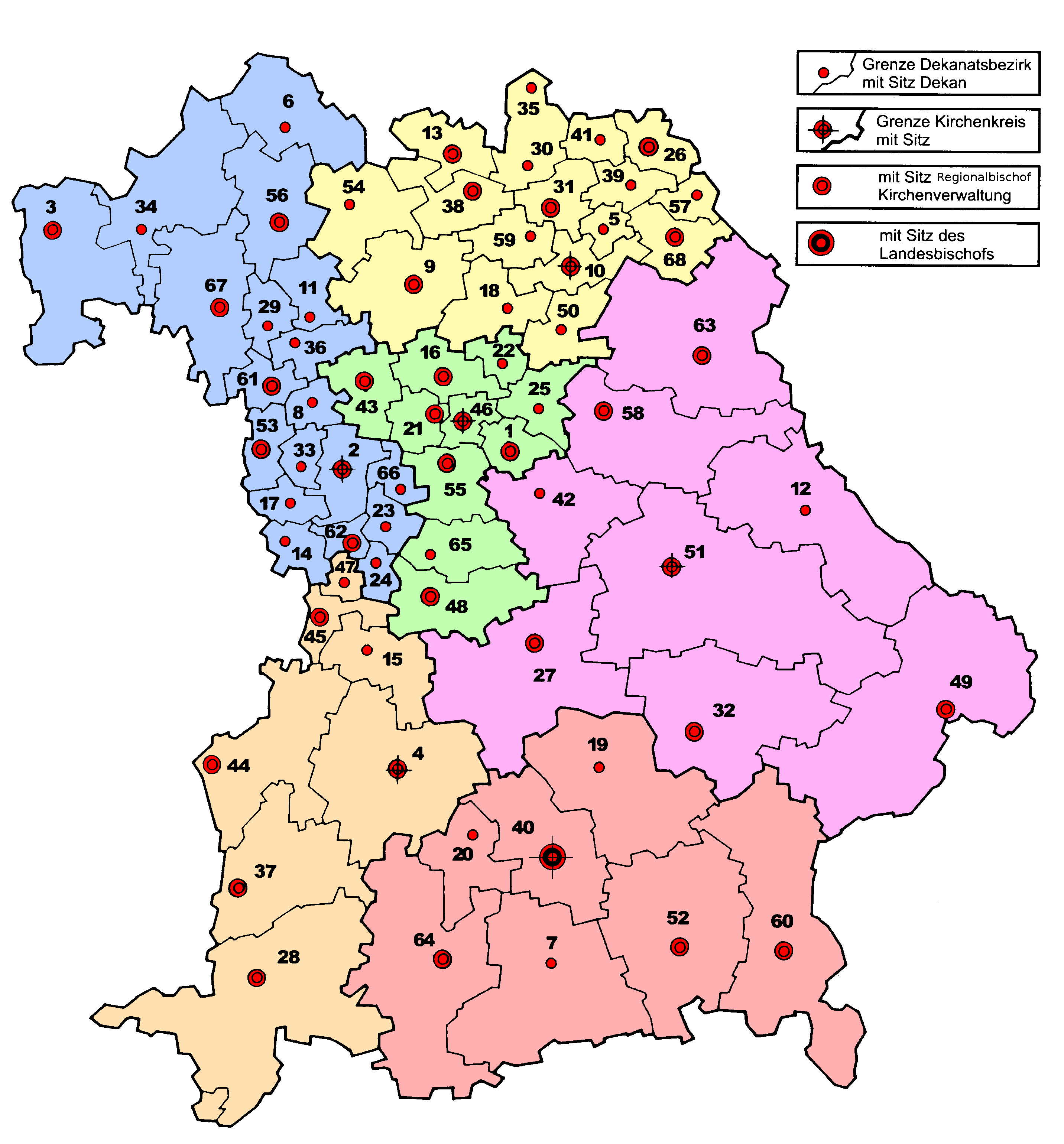
Podział administracyjny Kościoła Ewangelicko-Luterańskiego Bawarii

Parafie kościoła zorganizowane są w dekanaty (niem. Dekanatsbezirk), a te w okręgi kościelne (niem. Kirchenkreis). Kościół Ewangelicko-Luterański Bawarii liczy 1536 parafii, 66 dekanatów i 6 okręgów kościelnych:
- Okręg kościelny Ansbach-Würzburg - 19 dekanatów[5] i 455 parafii[6]
- Okręg kościelny Augsburg - 7 dekanatów[5] i około 150 parafii[7]
- Okręg kościelny Bayreuth - 16 dekanatów[5] i 339 parafii[8]
- Okręg kościelny Monachium - 6 dekanatów + 6 prodekanatów Monachium[5] i 150 parafii[9]
- Okręg kościelny Norymberga - 10 dekanatów[5] i 282 parafie[10]
- Okręg kościelny Ratyzbona - 8 dekanatów[5] i 149 parafii[11]

### Władze kościelne

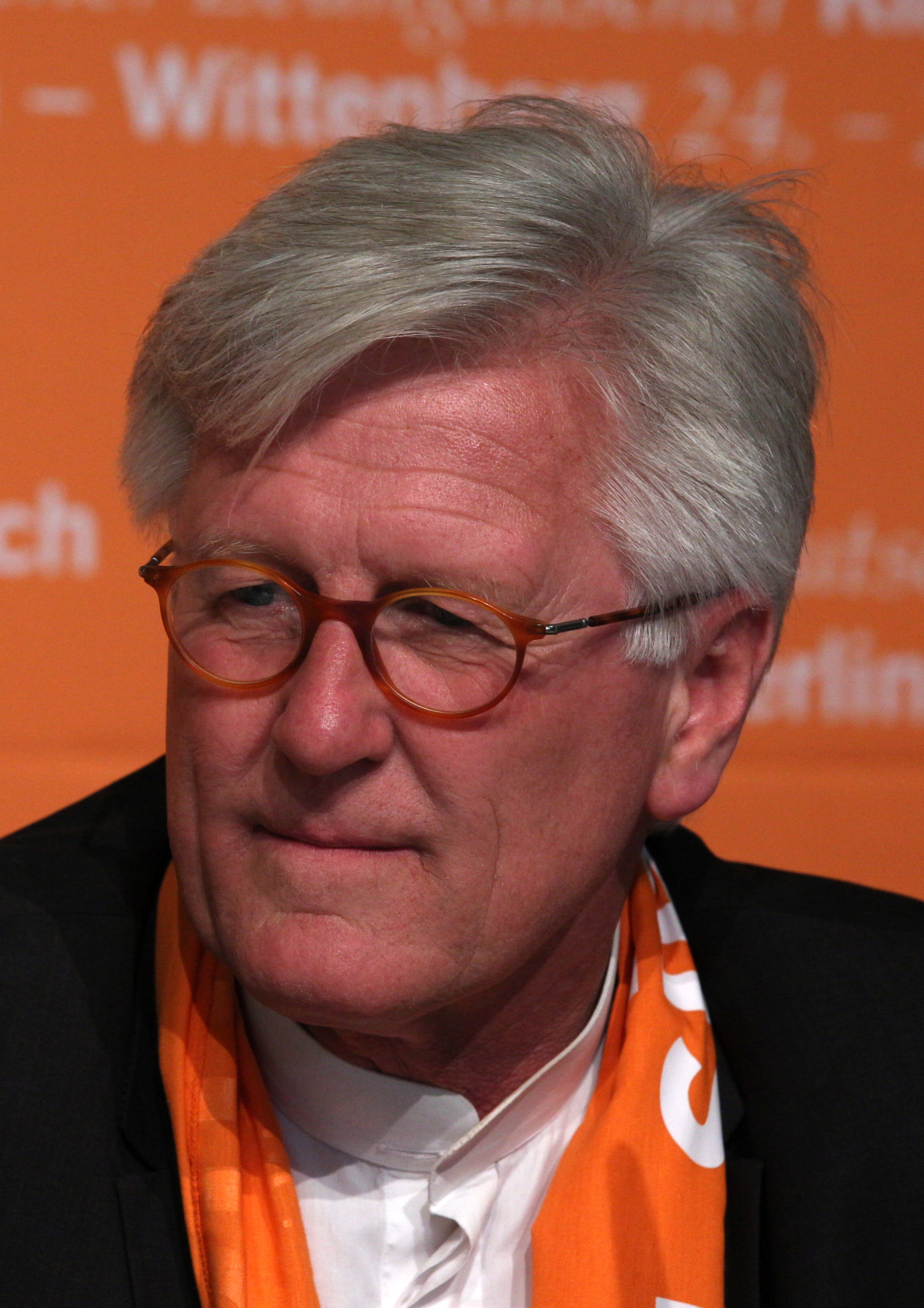
Heinrich Bedford-Strohm, biskup kościoła

#### Synod Krajowy
Na mocy konstytucji kościoła Synod Krajowy (niem. Landessynode) ma prawo decydować w każdej kwestii jego dotyczącej, stanowiąc najwyższą władzę w kościele. 
Synod stanowi w kościele prawo. Może negocjować i rozstrzygać wszystkie sprawy, które wynikają z misji Kościoła, reguluje prawa i obowiązki jego członków. Przyjmuje budżet roczny i plan zatrudnienia. Podejmuje decyzje co do spraw liturgicznych, treści i formy śpiewnika oraz katechizmu. Rozstrzyga zgłoszone mu prośby, wnioski i skargi, które są kierowane przez poszczególnych członków kościoła, jak również grupy lub organizacje. Synod jako urząd ma również sam prawo do wystosowania wniosku, nad którym następnie toczone będą obrady. 
Zajmuje się również bieżącymi kwestiami społeczno-politycznymi lub etycznymi. Wypracowane przez niego stanowisko jest następnie publikowane w odpowiednich organach, a także w mediach oraz ogłaszane w poszczególnych parafiach.

#### Krajowy Komitet Synodalny
W okresie między posiedzeniami synodalnymi, które mają miejsce wiosną i jesienią, Synod reprezentuje Krajowy Komitet Synodalny. Składa się z trzyosobowego Prezydium Synodu i dwunastu innych członków, wybranych przez Synod Krajowy. Maksymalnie sześciu członków może być osobami duchownymi. Na jego czele stoi przewodniczący.
Członkowie Krajowego Komitetu Synodalnego przygotowują rozpatrują wnioski i zgłoszenia. Komitet jest zaangażowany we wprowadzanie praw kościelnych i wydawanie rozporządzeń. Zapewnia wykonanie uchwał Synodu Krajowego.

#### Biskup Kościoła Krajowego
Biskup Kościoła Krajowego reprezentuje Kościół Ewangelicko-Luterański Bawarii. Do jego pozostałych zadań należy między innymi troska, aby Słowo Boże było głoszone zgodnie z literą Pisma Świętego, a sakramenty były właściwie udzielane, opieka nad poszczególnymi zborami, duszpasterzami i innymi pracownikami kościoła, pielęgnowanie więzi z innymi kościołami, uczestnictwo w Radzie Kościoła Krajowego, mianowanie duchownych i urzędników Kościoła Ewangelicko-Luterańskiego w Bawarii, nadzorowanie kierownika biura rewizyjnego.

#### Rada Kościoła Krajowego
Rada składa się z biskupa Biskup Kościoła Krajowego, kierowników wydziałów w Kancelarii Kościoła i siedmiu biskupów poszczególnych okręgów kościelnych. Biskup Kościoła Krajowego i inni radni są traktowani równorzędnie. 
Do jej najważniejszych zadań należy opracowanie i organizacja misji kościoła, praca na rzecz zapewnienia dobrej współpracy między wszystkimi instytucjami, nadzór administracyjny, przeprowadzanie rekrutacji i szkoleń pracowników oraz decyzji w sprawach kadrowych. Pomaga parafiom, okręgom kościelnym i innym jednostkom w wykonywaniu ich zadań oraz sprawuje nad nimi nadzór. Poprzez swoje prawo inicjatywy w zakresie prawa kościelnego, rada jest zaangażowana w proces legislacyjny. Podczas comiesięcznych sesji rada zbiera się zwykle na dwudniowe obrady w regionalnym biurze kościelnym w Monachium.

## Członkostwo w organizacjach międzykościelnych
Kościół Ewangelicko-Luterański Bawarii poza byciem częścią Kościoła Ewangelickiego w Niemczech i Zjednoczonego Kościoła Ewangelicko-Luterańskiego, jest także członkiem Światowej Federacji Luterańskiej, Światowej Rady Kościołów, Konferencji Kościołów Europejskich i Wspólnoty Kościołów Ewangelickich w Europie.